# جکسون (کارولینای جنوبی)
جکسون(به انگلیسی: Jackson) شهری در ایالت کارولینای جنوبی کشور ایالات متحده آمریکا است که جمعیت آن در سرشماری سال ۲۰۱۰ میلادی، ۱٬۷۰۰ نفر بوده‌است.